# Inge Wolff
Inge Wolff (* 8. Juli 1945 in Bielefeld) ist eine deutsche Sachbuchautorin. Sie hat bisher mehr als 20 Bücher veröffentlicht, zumeist Benimmbücher. Der Focus bezeichnete Inge Wolff in seiner Titelstory Neue Zeiten, neue Manieren als Deutschlands „Benimm-Päpstin“.

## Leben und Wirken
Inge Wolff absolvierte 1964 eine Ausbildung zur Tanzlehrerin ADTV und ein Studium in Tanz- und Ausdruckstherapie, das sie im Dezember 1989 am Dietrich Langen Institut abschloss. Seit 1990 ist sie Dozentin und referiert zu den Themen Moderne Umgangsformen/angenehme Kommunikation.
Sie ist Präsidentin der Umgangsformen-Akademie Deutschlands e. V. sowie Vorstandsmitglied im Arbeitskreis Umgangsformen International (AUI).

Bei der Industrie- und Handelskammer Pinneberg hält Wolff seit 2011 ihren Lehrgang zum „Trainer für Umgangsformen“ ab. In Bildungseinrichtungen, aber auch in Tanzschulen führt Wolff das von ihr entwickelte Anti-Blamier-Programm für Jugendliche durch.

„Wenn junge Menschen Wertschätzung von Eltern und Lehrern erfahren, bringen sie auch ihren Mitmenschen Wertschätzung entgegen.“

Inge Wolff ist ferner Chefredakteurin der Loseblattsammlung Stil & Etikette, die im VNR Verlag für die Deutsche Wirtschaft AG erscheint. Eine gebundene Ausgabe mit 576 Seiten erschien im Jahr 1999.

## Arbeitskreis Umgangsformen International (AUI)
Bereits im Jahr 1956 begründete der Vater von Inge Wolff, der ADTV-Tanzlehrer Tino Schneider, und Hans-Georg Schnitzer (Journalist) den „Fachausschuss für Umgangsformen“. Die Arbeit dieses Gremiums endete krankheitsbedingt etwa in den Jahren 1984 bis 1986. Im August 1989 entstand in der Nachfolge der „Arbeitskreis Umgangsformen International“ (AUI). Dieser wird seit dem von Inge Wolff geleitet und in der Öffentlichkeit vertreten. Die etwa 20 ehrenamtlichen Mitglieder des AUI kommen aus allen Branchen, die professionell mit Umgangsformen, Protokollen, Tischsitten etc. zu tun haben. Der AUI arbeitet mit dem Allgemeinen Deutschen Tanzlehrerverband (ADTV) zusammen.
Seit 2009 bildet Inge Wolff Business-Knigge-Coaches aus.

## Werke (Auswahl)
- Riktige omgangsformer i 90-°arene. Hjemmets Bokforl, Oslo 1993, ISBN 82-590-1165-4.
- Business-Knigge von A–Z. Falken, Niedernhausen/Ts. 1997, ISBN 3-8068-4887-4.
- Gratulation! Falken Niedernhausen/Ts., 2000, ISBN 3-8068-2588-2.
- Umgangsformen heute. Goldmann, München 2003, ISBN 3-442-16592-X.
- Anti-Blamier-Knigge. Gräfe und Unzer, München 2004, ISBN 3-7742-6343-4.
- Knigge im Job. Gräfe und Unzer, München 2006, ISBN 3-8338-0135-2.
- Taufe feiern. Urania, Stuttgart 2008, ISBN 978-3-7831-6128-1.
- Der Knigge-Coach. Universum, Wiesbaden 2010, ISBN 978-3-942708-00-5.
- Der aktuelle Knigge im Job. DAMOKLES, Braunschweig 2019, ISBN 978-3-9819032-0-1. In Zusammenarbeit mit Danny Morgenstern[12]

## Auszeichnungen
- Verdienstmedaille des Verdienstordens der Bundesrepublik Deutschland. Verliehen im Mai 1997

## Fernsehen
Am 9. März 2011 beobachtete Inge Wolff in der von Sonja Zietlow und Micky Beisenherz moderierten Fernsehsendung Der große deutsche Benimm-Test, ob Prominente wie Collien Fernandes, Dirk Bach, Janine Steeger und Willi Herren die Etikette beherrschen. Wolff hatte bereits bei der Planung der Sendung mitgewirkt und auch die insgesamt 50 Fragen, die im Laufe der Sendung gestellt wurden, erarbeitet.